# 仙南信用金庫
仙南信用金庫（せんなんしんようきんこ、英語：Sennan Shinkin Bank）は、宮城県白石市に本店を置く信用金庫である。

## 概要
仙台市から名取市、岩沼市、亘理郡にかけての地域は宮城第一信用金庫と競合する。
自治体の指定金融機関については旧・德陽シティ銀行から引き継いだ七ヶ宿町のほか、2016年10月より従来は当庫を指定代理金融機関としていた村田町と川崎町が揃って指定金融機関を当庫に変更している。

## 店舗展開
2004年（平成16年）10月4日より、大河原支店と大河原西支店でブランチインブランチを実施し大河原西支店所在地に大河原支店が同居していたが、大河原西支店については2010年（平成22年）1月18日付け（最終営業日は同年1月15日）で大河原支店に統合された。

## 沿革
- 1950年（昭和25年）6月 - 仙南信用組合として設立。
- 1952年（昭和27年）1月 - 信用金庫法に基づき「仙南信用金庫」となり現在に至る。
- 1998年（平成10年） - 経営破綻した徳陽シティ銀行の七ヶ宿支店を営業譲渡により取得する。同時に七ヶ宿町の指定金融機関を受託。
- 2009年（平成21年）4月 - 当金庫を含む県内5信用金庫と七十七銀行・仙台銀行相互間によるATM出金手数料無料提携「みやぎネット」を開始。

## totoの払い戻し店
スポーツ振興くじ（toto）の払い戻し店は以下の店舗で行う。
- 本店
- 角田支店
- 大河原支店
- 名取支店
- 岩沼支店
- 二日町支店
- 船岡支店